# Pseudecheneis crassicauda
Pseudecheneis crassicauda és una espècie de peix de la família dels sisòrids i de l'ordre dels siluriformes.

## Morfologia
Els mascles poden assolir els 13,7 cm de llargària total.

## Distribució geogràfica
Es troba al Nepal.